# Lancia Kappa
La Kappa era il primo nuovo modello realizzato dalla Lancia dopo la prima guerra mondiale: lanciata nel 1919, disponeva di un motore a 4 cilindri molto simile a quello montato sulla precedente 25/35 HP Theta, quindi altrettanto potente (70 HP): la vettura risultava addirittura leggermente più veloce (125 km/h contro 120).

## Il contesto
La Kappa era comunque caratterizzata da almeno tre innovazioni degne di menzione: il motore con testata separata (anziché fusa in blocco col corpo cilindri), il comando del cambio con leva posizionata al centro (tra i due sedili anteriori) e l'abbandono delle ruote in legno (disponibili di serie le ruote a disco in lamiera oppure, a richiesta, a raggi)
Prodotta dal 1919 al 1922 in 1810 esemplari, rimarrà il modello "base" della Casa torinese sino a quando, nel 1923, verrà lanciata la Lambda. Dal suo stesso progetto prese vita nel 1921 il modello sportivo Lancia Dikappa, seguito nel 1922 dalla Lancia Trikappa.

## Caratteristiche tecniche
- Periodo produzione: anno 1919-1922
- Motore: Tipo 64; motore anteriore, longitudinale, a 4 cilindri in linea, monoblocco (in ghisa), alesaggio mm 110, corsa mm 130, cilindrata totale cm³ 4941,72, testa cilindri smontabile, basamento in lega d'alluminio, distribuzione a valvole laterali parallele (2 valvole per cilindro) comandate tramite un albero a camme laterale (nel basamento) azionato da ingranaggi; albero motore su tre supporti; rapporto di compressione 5,2:1, potenza massima 70 CV a 2200 giri/min; alimentazione mediante pompa con carburatore monocorpo orizzontale Zenith tipo 42 HA (oppure 48 HA); accensione a magnete ad alta tensione (Bosch) con anticipo regolabile manualmente; lubrificazione forzata, con pompa; capacità del circuito di lubrificazione 10 litri; raffreddamento ad acqua, circolazione forzata, radiatori a tubi alettati, ventola meccanica;
- Impianto elettrico: 6 volt, dinamo 12,5 watt, batteria 120 Ah
- Trasmissione: ad albero con giunti cardanici, trazione sulle ruote posteriori; frizione multidisco a secco (9 coppie di dischi); cambio (scatola in lega leggera) a 4 rapporti più retromarcia con comando a leva centrale; rapporti del cambio: 4,651:1 in prima, 2,326:1 in seconda, 1,550:1 in terza, presa diretta (1:1) in quarta, 3,521:1 in retromarcia; rapporto finale di riduzione (ingranaggi conici) 3,0625:1 (16/49), disponibile anche il rapporto 3,467:1 (15/52)
- Sospensioni: anteriormente ad assale rigido e balestre longitudinali semiellittiche, posteriormente ad assale rigido con balestre longitudinali semiellittiche.
- Freni: freno (meccanico) a pedale agente sulla trasmissione e freno a mano (meccanico) agente sulle ruote posteriori.
- Ruote e pneumatici: ruote a disco, in lamiera (su richiesta: a raggi tangenti); pneumatici 820x120 oppure 895x135
- Sterzo: posizione guida a destra; sterzo a vite e ruota.
- Serbatoio carburante: capacità 90 litri.
- Telaio: in acciaio, a longheroni e traverse; passo 338,8 cm, carreggiata anteriore 133 cm carreggiata posteriore 133 cm; lunghezza del telaio 466 cm larghezza del telaio 161,5 cm; peso del telaio, in ordine di marcia, 1085 kg
- Prestazioni: velocità massima 125 km/h (velocità max nelle varie marce: 27 in 1a, 54 in 2a, 81 in 3a, 125 in 4a)
- Prezzo: (carrozzata torpedo) 78 000 lire
- Numerazione telai: dal n° 6001 al n° 7810 (esemplari costruiti: 1810)